# Basilique Notre-Dame de Marceille
La basilique Notre-Dame de Marceille est une basilique catholique de style gothique méridional (XIVe et XVe siècles) dédiée à Marie, située sur la commune de Limoux. Sa Vierge noire a attiré un pèlerinage qui fut très populaire localement. Une source miraculeuse, censée guérir les maux d'yeux, lui était associée.
Cette basilique fait l’objet d’une inscription au titre des monuments historiques depuis 1948.

La basilique (chapelle) et ses abords sont inscrits au titre des sites naturels depuis 1943.

## Histoire
L'occupation de la zone est ancienne : on y a découvert des outils attribués au Paléolithique moyen, un four, bien conservé, du Vérazien (Néolithique, IIIe millénaire av. J.-C.), et des objets de l'âge du bronze. Une villa gallo-romaine (propriété d'un Marcellus ?) dont dériverait le toponyme de Marceille a peut-être existé au voisinage. 
L'église apparaît probablement dans les textes en 1011 associée à la villa de Flassian, et de façon plus certaine en 1137. La Vierge noire, statue de bois qui est vénérée dans le sanctuaire, est datée du XIe siècle. La construction de l'édifice actuel a été entreprise au début du XIVe siècle ; son plan à nef unique rappelle quelque peu celui de l'église Saint-Vincent de Carcassonne. À la même époque les revenus du prieuré sont attribués au collège de Narbonne à Paris.
La chapelle se trouve sur une colline ; l'eau du puits, situé près du chœur, n'est pas miraculeuse, mais celle de la source, située à une trentaine de mètres de la chapelle, est présentée comme guérissant les maladies d'yeux.
Dès 1011 une chapelle était consacrée à la Vierge. La légende veut que ce soit un attelage de bœufs qui découvrit la statue, et celle-ci, ramenée au domicile du paysan, revint par trois fois, dit-on, au lieu de sa découverte, et c'est là qu'on construisit la chapelle. 
À l'intérieur, la Vierge assise, d'une taille de 55 cm, dans une niche, date probablement du XIe   ou   XIIe siècle. En bois dur et noir, elle retient par son bras gauche l'Enfant Jésus sur ses genoux. 
Les croyants considéraient que grâce aux vertus de cette statue on pouvait échapper à la peste et faire venir la pluie par temps de sécheresse. Le puits a été fermé en 1843, la statue couronnée le 14 septembre 1862.
Jusqu'au XVIIe siècle, le soin d'accueillir les pèlerins fut laissé à des ermites. Cependant, François Fouquet, quand il fut nommé archevêque de Narbonne, pensa à confier aux Doctrinaires la conduite d'un séminaire et d'une maison de missionnaires : il obtint des consuls de Limoux de les installer à Notre-Dame de Marceille. Ce changement fut mené à bien par son successeur Pierre de Bonzi en 1674 : il mit alors deux prêtres de la doctrine chrétienne qu'il chargea de recevoir les pèlerins et les ecclésiastiques en retraite spirituelle.
L'évêque François-Alexandre Roullet de La Bouillerie fit restauré les pèlerinages. L'église fut élevée au rang de basilique mineure le 5 février 1905.
En octobre 2007, alors que l'église était en travaux, la Vierge noire a été décapitée, sa tête et son manteau ont été volés.

## Architecture
L'église Notre-Dame de Marceille est typique du style gothique méridional : elle ne possède qu'une nef composée de cinq travées, sans collatéraux, et peu d'ouvertures (le mur nord n'est pas percé de baie). Initialement couverte d'une charpente reposant sur des arcs diaphragmes, elle fut voûtée en 1783. Deux chapelles de plan carré s'ouvrent dans la première travée, celle de gauche abritant la Vierge noire ; elle contient aussi un tableau peint en 1689, offert en ex-voto à la suite de l'incendie qui ravagea Limoux en septembre 1685. 
Le chevet est tripartite, avec une abside principale éclairée par trois fenêtres et encadrée de deux absidioles, où l'on peut observer des cul-de-lampe sculptés appartenant au décor originel de l'église. Le chœur possède un maître-autel du début du XVIIIe siècle, avec une table de communion en marbre de Caunes (1702).
L'entrée dans l'édifice se fait par le sud, au milieu de la nef ; elle est précédée d'un porche achevé en 1488 (et restauré en 1863), voûté d'ogives, avec un portail de la même époque, surmonté par une Vierge à l'Enfant gothique, mutilée à la Révolution, et deux anges.
Signalons enfin qu'un puits, à présent fermé par une plaque de fonte, s'ouvrait dans la partie nord de la nef ; que l'église possède huit toiles de la fin du XVIIe siècle ou du début du XVIIIe siècle ; que l'orgue a été installé en 1855.

### Archéologie
- C. Dubois, La fouille de sauvetage de Notre-Dame de Marceille à Limoux (Aude), SRA Languedoc-Roussillon, Montpellier, 1993, tapuscrit.
- M.-L. Hervé, O. Maufras, Vestiges médiévaux aux abords de Notre-Dame de Marceille (Limoux, Aude), SRA Languedoc-Roussillon, Montpellier / AFAN, Nîmes, 1998, tapuscrit.
- D. Le Calvez, A. Mas, Notes d'archéologie audoise. Limoux, N.-D. de Marceille, Bulletin de la Société d'études scientifiques de l'Aude, 1981, p. 108.
- O. Maufras, S. Aissa, Route départementale RD 5118. Notre-Dame de Marceille (Limoux, Aude), SRA Languedoc-Roussillon, Montpellier / AFAN, Nîmes, 1997, tapuscrit.
- Guy Rancoule, Limoux (Aude). Site de Marceille, SRA Languedoc-Roussillon, Montpellier, 1991, tapuscrit.
- Guy Rancoule, Notes d'archéologie audoise. Limoux, N.-D. de Marceille, Bulletin de la Société d'études scientifiques de l'Aude, 1992, p. 152.
- Jean Vaquer, Limoux : Notre-Dame de Marceille, in Aude des origines, Carcassonne, 1994, p. 169.

### Sanctuaire
- G. Boyer, Notre-Dame de Marceille, La Seyne-sur-Mer, J. Le Marigny, 1962.
- Louis-Alban Buzairies, Bibliographie. Notice historique sur la chapelle de Marceille, Journal de Limoux, 31 janvier 1858.
- Robert Debant, « Notre-Dame de Marceille », dans Congrès archéologique de France. 131e session. Pays de l'Aude. 1973, Société française d'archéologie, Paris, 1973, p. 331-343.
- J. Escargueil, Notre-Dame de Marceille à Limoux sur l'Aude, Carcassonne, Parer, 1881.
- Louis Fédié, L'église de Marceille, Mémoires de la Société des arts et sciences de Carcassonne, 1890-1892, p. 250-257.
- Roger Hyvert, Dictionnaire des églises de France, Robert Lafont, Paris, 1966, tome IIc, Cévennes-Languedoc-Roussillon, p. 78-79
- J.-Th. Lasserre, Histoire du pèlerinage de Notre-Dame de Marceille près de Limoux sur Aude, Limoux, Talamas, 1891.
- G. Migault, Notre-Dame de Marceille (Limoux), Carcassonne, Gabelle, 1962.
- Sous la direction de Jean-Marie Pérouse de Montclos, Le guide du patrimoine Languedoc Roussillon, Hachette, Paris, 1996, p. 415,  (ISBN 978-2-01-242333-6)
- Antoine Sabarthès, Alet, Saint-Martin de Limoux, Notre-Dame de Marceille, Cahiers d'histoire et d'archéologie, no 8, p. 1-16.
- G. Semenou, Notre-Dame de Marceille. Le sanctuaire et son pèlerinage, Carcassonne, Gabelle, 1992.
- Jean-Pierre Bayard, Déesses mères et vierges noires, Editions du Rocher, 2001, p. 152.
- Christian Attard, Notre-Dame de Marceille, Histoire, symboles, alchimie, Editions Philomène Alchimie, 2023.

## Sources
- Jean-Loup Abbé (s.d.), Histoire de Limoux, Toulouse, Privat, coll. « Histoire des villes », 2009, 269 p. (ISBN 978-2-7089-8343-4)
- Jean-Marie Pérouse de Montclos (s.d.), Languedoc-Roussillon, le guide du patrimoine, Paris, Hachette, 1996, 606 p. (ISBN 2-01-242333-7)
- Anonyme, Notre-Dame de Marceille, guide du sanctuaire à l'intention des visiteurs, un feuillet.